# Jüdische Friedhöfe im Kraichgau

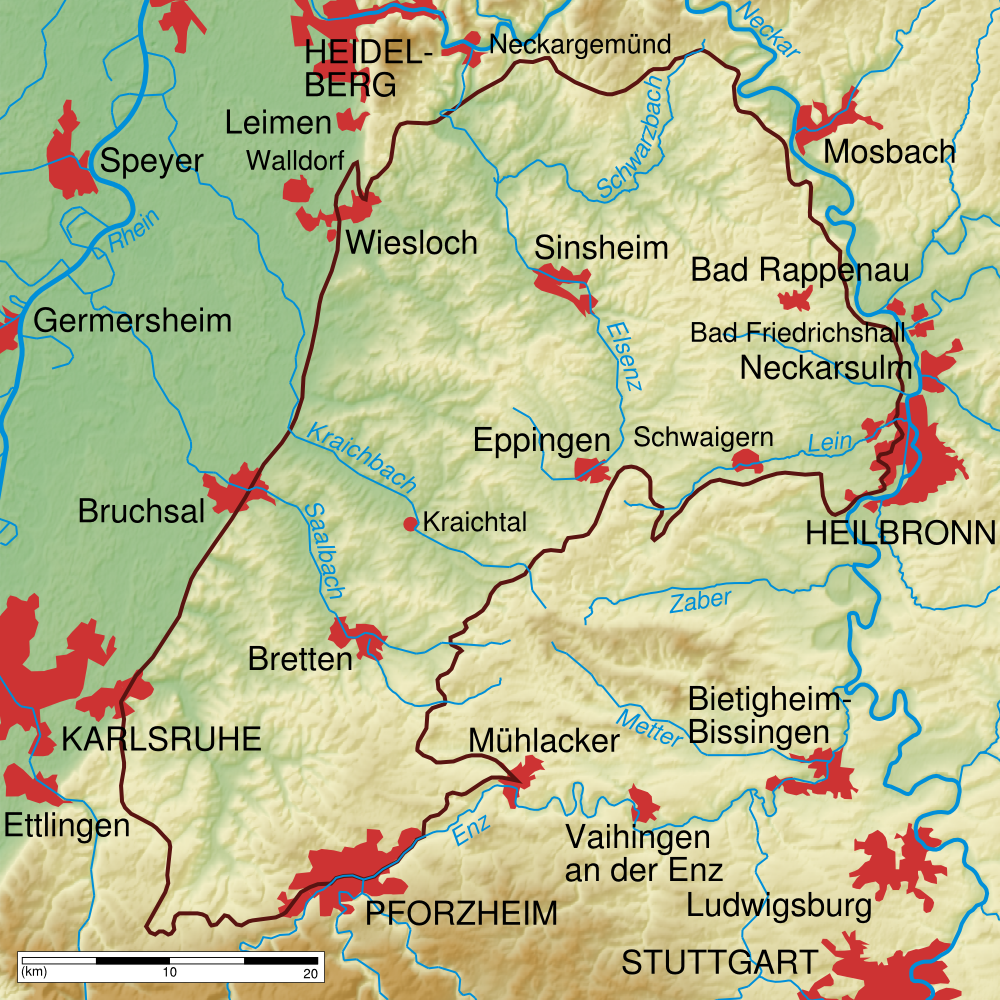
Physische Karte des Kraichgaus

Im Kraichgau, einem Naturraum im nördlichen Baden-Württemberg, entstanden im Laufe des 17. Jahrhunderts die ersten jüdischen Friedhöfe. Bis Anfang des 20. Jahrhunderts erhöhte sich ihre Anzahl auf 24.

## Mittelalter und Frühe Neuzeit
Wo im Laufe des Mittelalters die verstorbenen Juden des Kraichgaus bestattet wurden, ist nicht festzustellen. Vermutlich zunächst auf dem jüdischen Friedhof in Speyer. Nachdem um 1435 die Juden aus Speyer vertrieben wurden, ist anzunehmen, dass die Kraichgauer Juden im Laufe des 15. Jahrhunderts bis zum Dreißigjährigen Krieg auf dem Heiligen Sand in Worms bestattet wurden.

## Erste Friedhöfe im Kraichgau
Im 17. Jahrhundert entstanden in einigen Orten kleinerer Herrschaften jüdische Gemeinden. Diese waren noch stärker als im Mittelalter auf die Gunst der Obrigkeit angewiesen, um ein Stück Land für die Beisetzungen ihrer Verstorbenen pachten oder erwerben zu können. Zumeist waren dies Grundstücke, die weit außerhalb der Orte lagen, landwirtschaftlich nicht nutzbar waren (zum Beispiel Nordhänge oder bewaldete Parzellen). Nachdem im 16. Jahrhundert am Rande des Kraichgaus der Jüdische Friedhof in Heinsheim angelegt wurde, entstanden im 17. Jahrhundert im Kraichgau fünf weitere jüdische Friedhöfe, die bis heute erhalten sind: Oberöwisheim (1629), Obergrombach (1632), Wiesloch (1661 genannt), Flehingen (1688 genannt) und Waibstadt (vor 1690). Diese dienten als zentrale Verbandsfriedhöfe für die in einer weiten Umgebung bestehenden jüdischen Gemeinden. Der Friedhof in Waibstadt war lange Zeit für Juden aus 30 Orten die gemeinsame Begräbnisstätte.

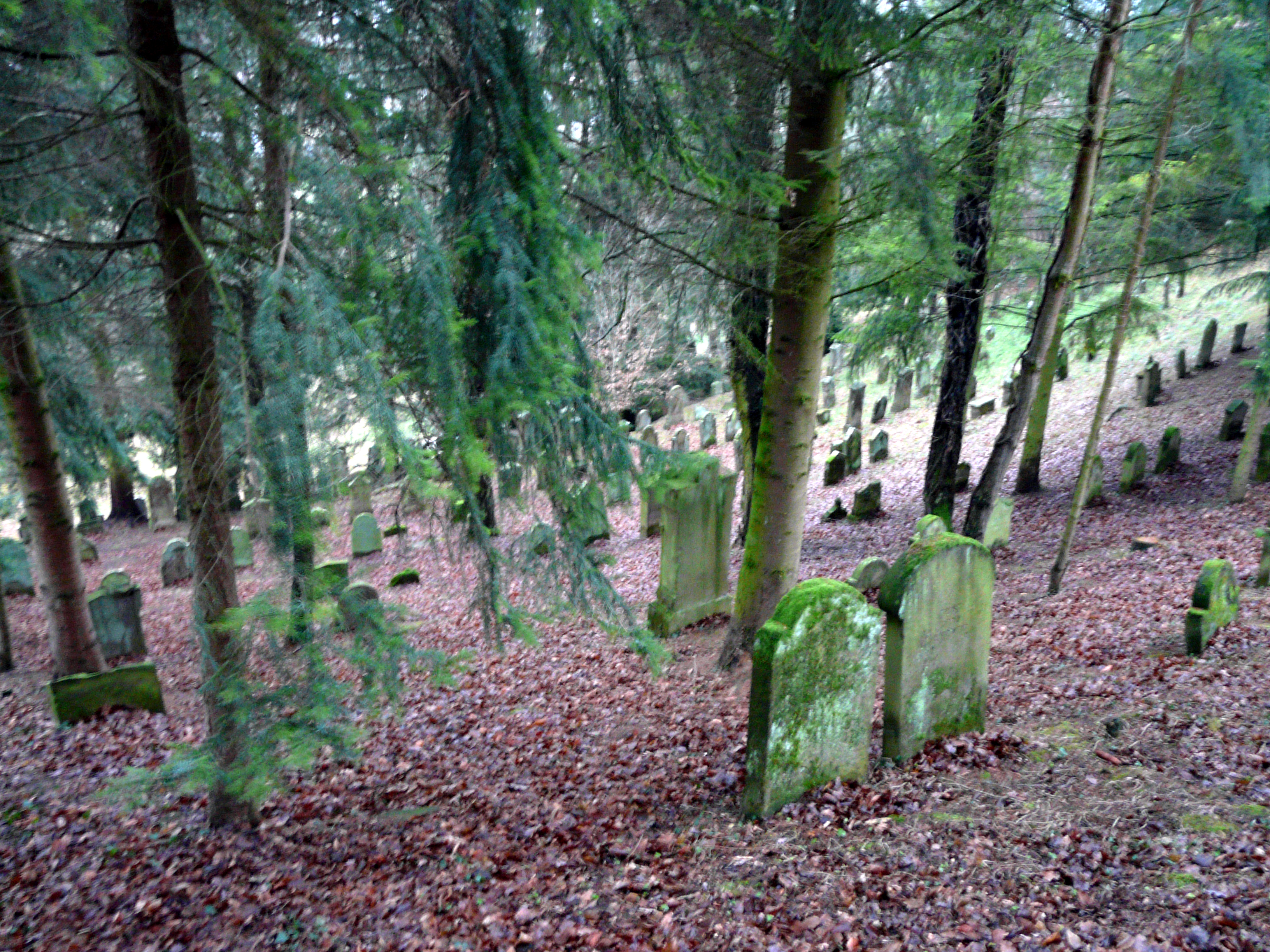
Jüdischer Friedhof Oberöwisheim
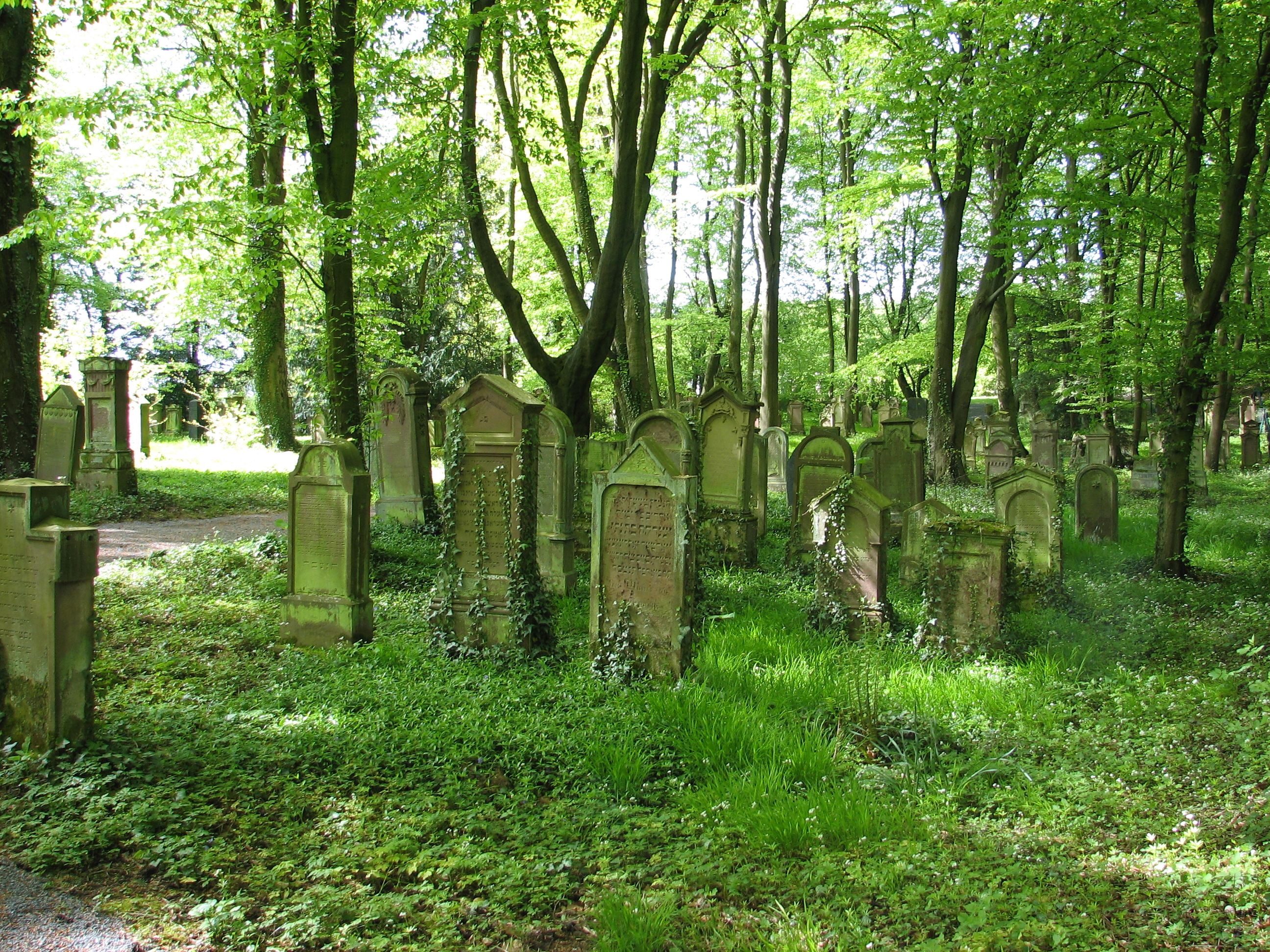
Jüdischer Friedhof Obergrombach
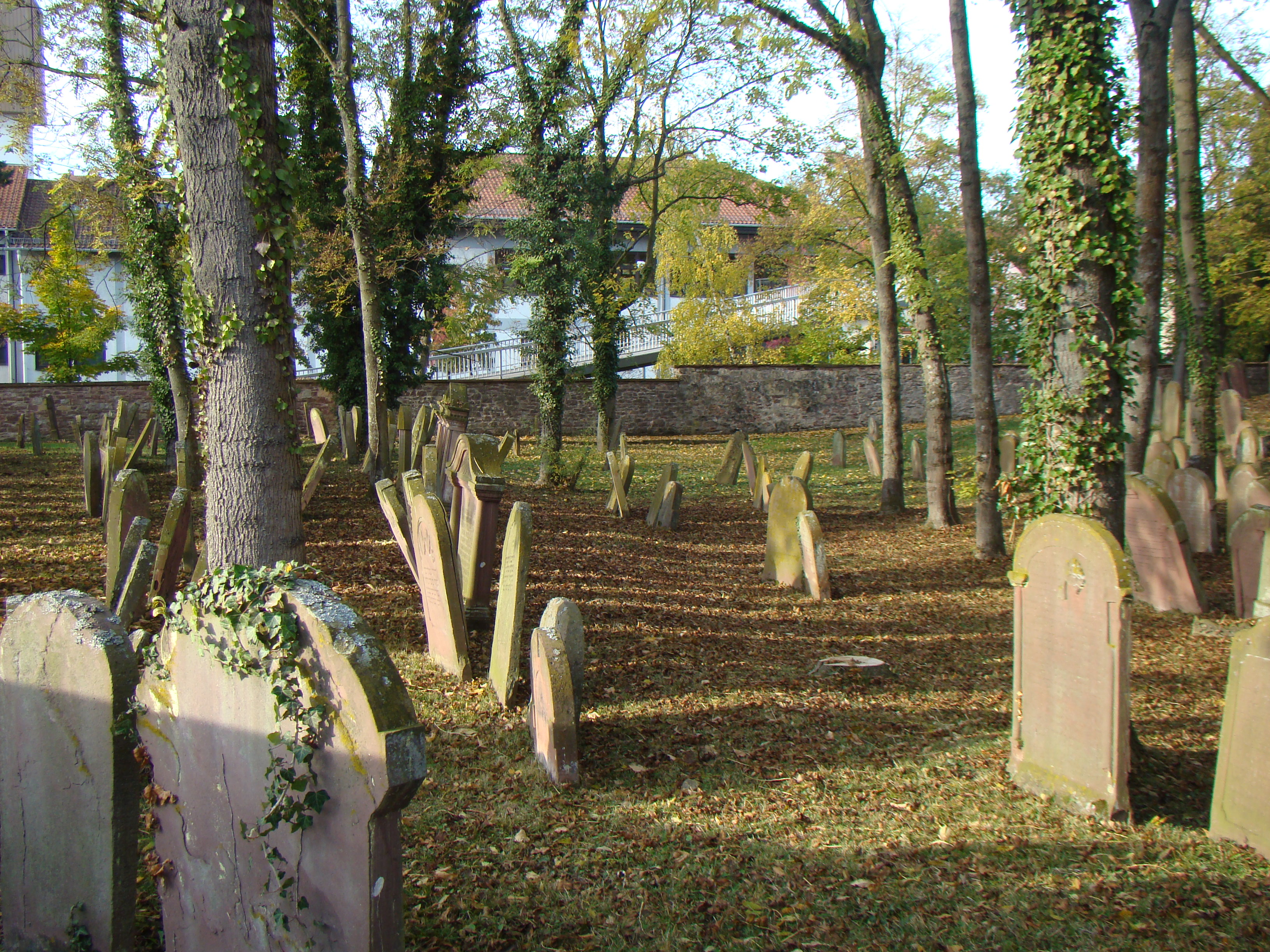
Jüdischer Friedhof Wiesloch
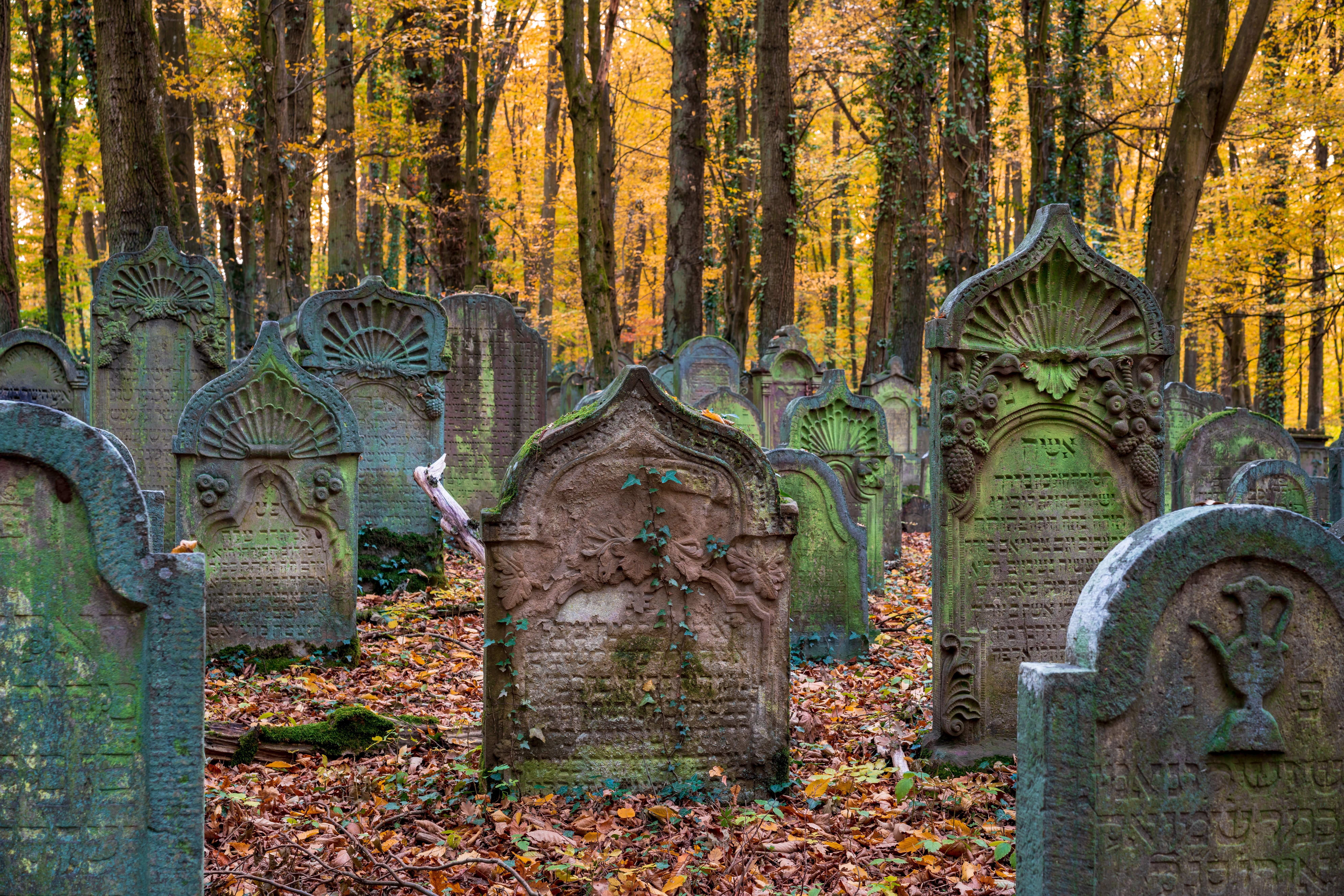
Jüdischer Friedhof Waibstadt

### Untergegangene Friedhöfe
In der Zeit zwischen dem 16. und 18. Jahrhundert muss es noch an zahlreichen weiteren Orten jüdische Friedhöfe gegeben haben, wie die Überlieferung in den Flurnamen vermuten lässt. Wahrscheinlich handelte es sich in den meisten Fällen um Anlagen, die nur kurzzeitig genutzt wurden, bevor sich die betreffende Gemeinde einem Verbandsfriedhof anschloss. An einigen der Orte sind jedoch bis heute keinerlei schriftliche Quellen bekannt, die eine jüdische Ansiedlung in diesem Zeitraum belegen. Dem Flurnamen Judenfriedhof, Judenkirchhof oder Judengottesacker begegnet man an folgenden Orten: Adelshofen (östlich des Ortes, Flur Beim Judenkerchhof), Ehrstädt (Waldparzelle Judenfriedhof in der Flur Grund), Gondelsheim (südwestlich des Ortes Flur Judenkirchhof), Großgartach (am Südosthang des Heuchelbergs, Flur Judenkirchhof), Massenbach (früherer Flurname Judenkirchhof), Reihen (Flurstück Judengottesacker), Rohrbach (vermutlich 17./18. Jahrhundert, Flurstück Judenkirchhof im Gewann Untere Hälden) und Rohrbach a. G. (an der Straße nach Bahnbrücken, Flur Judenkirchhof). Die meisten dieser Begräbnisstätten werden durch natürlichen Verfall unkenntlich geworden sein. Kaum ein jüdischer Friedhof einer Landgemeinde war im 16./17. Jahrhundert mit einer Mauer umgeben. Auch Grabsteine gab es nicht in allen Fällen. Die Natur hat solche Begräbnisstätten schnell überwuchert.

## Vom Ende des 18. bis zum 20. Jahrhundert
Auch in kleineren jüdischen Gemeinden wuchs im Laufe des 19. Jahrhunderts der Wunsch nach einem eigenen Friedhof in unmittelbarer Nähe. Durch das Anwachsen der jüdischen Landbevölkerung bis zur Mitte des 19. Jahrhunderts war es in einigen Fällen nicht mehr möglich, den Verbandsfriedhof zu erweitern, sodass den bisherigen Gemeinden des Friedhofsverbandes nahegelegt wurde, eigene Friedhöfe anzulegen. Ebenso waren die badischen Bezirksämter aus gesundheitlichen Gründen bestrebt, in ihrem Amtsbezirk einen eigenen jüdischen Friedhof zu haben, sofern dort jüdische Gemeinden existierten.

## Ehrenmale auf jüdischen Friedhöfen im Kraichgau

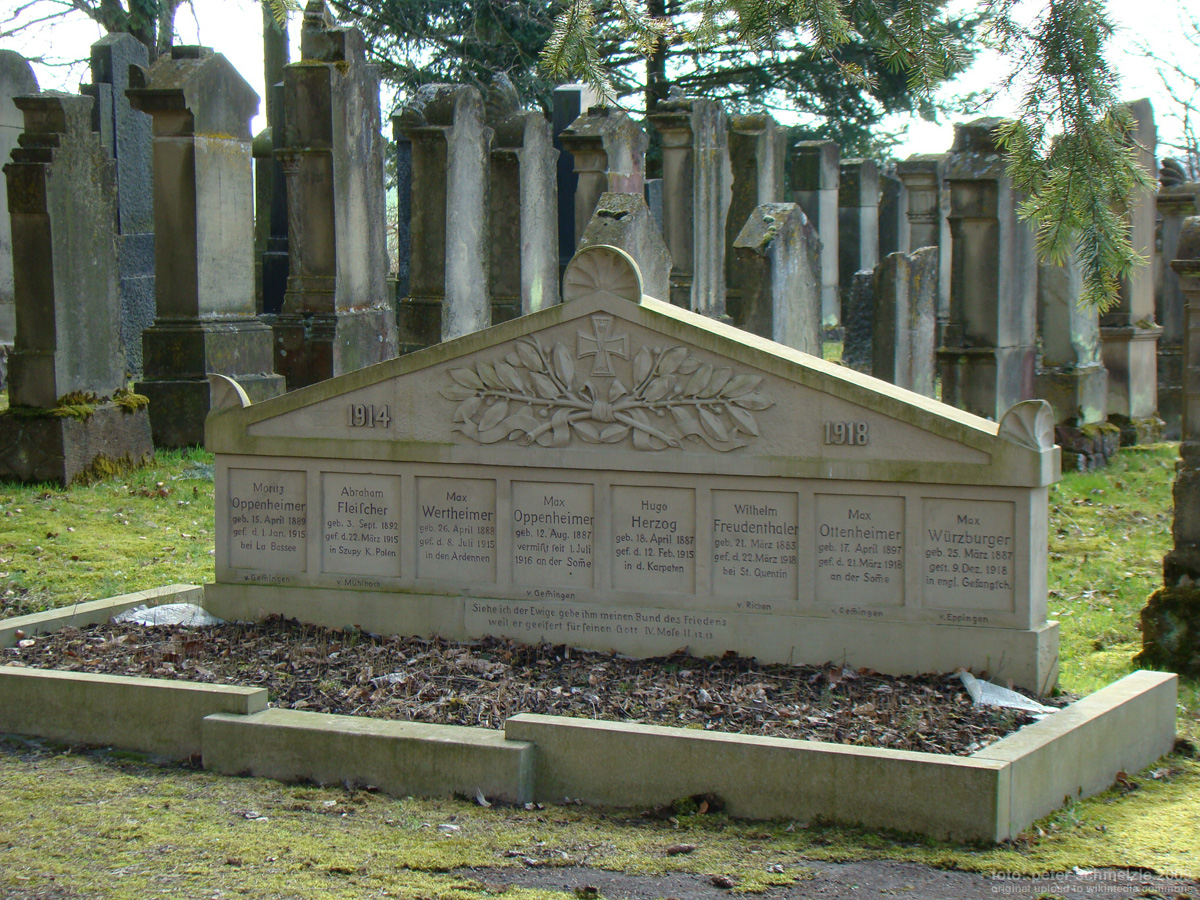
Denkmal für jüdische Gefallene auf dem jüdischen Friedhof in Eppingen

Nach 1918 wurden auf vielen jüdischen Friedhöfen Kriegerdenkmale und Ehrenhaine für die Gefallenen des Ersten Weltkrieges errichtet. Die Denkmale geben ein zeugen von der Verbundenheit der deutschen Juden zu ihrem Vaterland, für das sie in den Krieg gezogen waren.

## Gedenksteine für die Opfer der nationalsozialistischen Verfolgung auf jüdischen Friedhöfen im Kraichgau
Auf vielen jüdischen Friedhöfen in Deutschland, so auch auf jüdischen Friedhöfen im Kraichgau, wurden nach der Zeit des Nationalsozialismus Gedenksteine für die ermordeten Juden von überlebenden Angehörigen oder von den politischen Gemeinden aufgestellt.

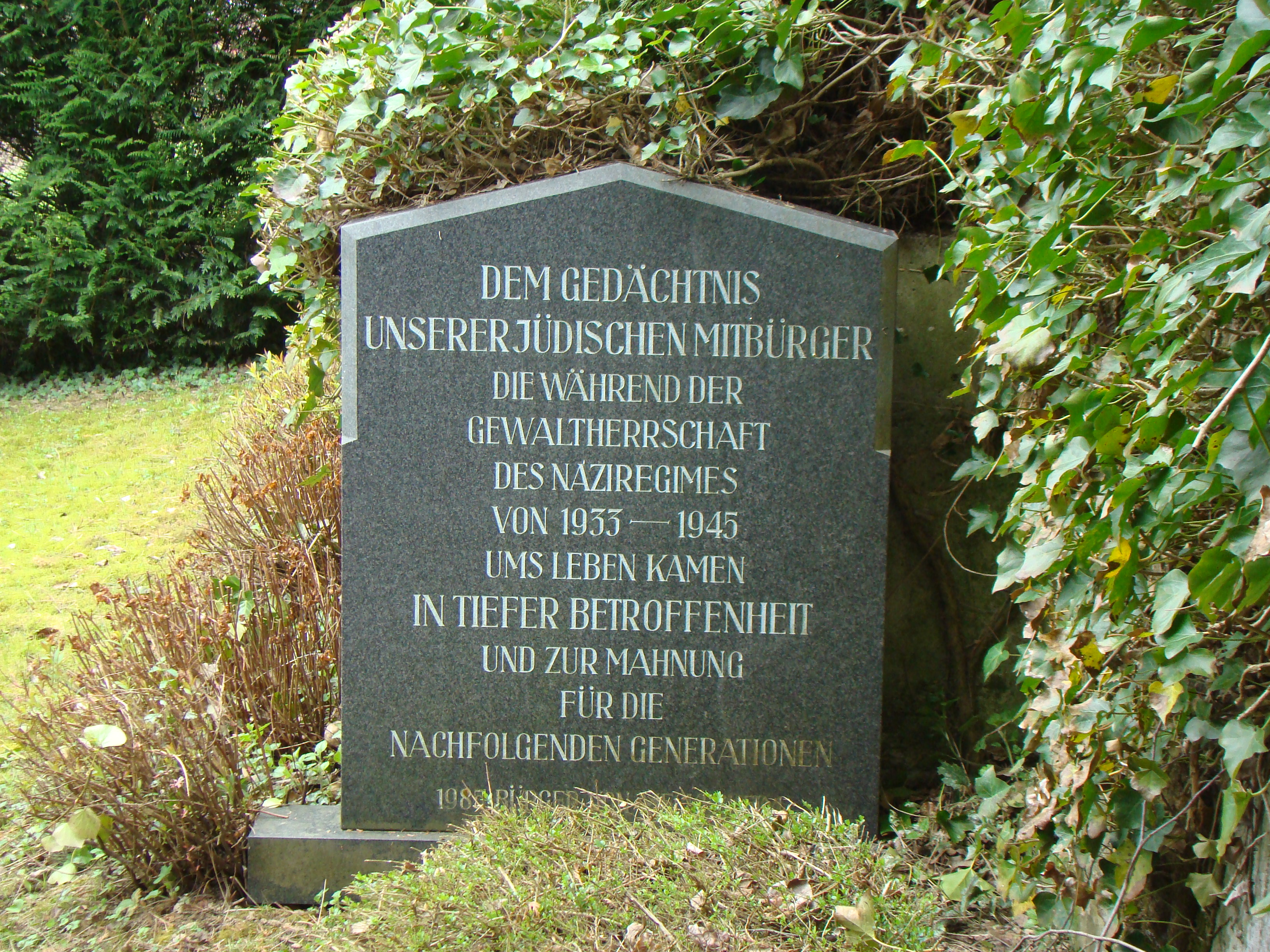
Jüdischer Friedhof Meckesheim
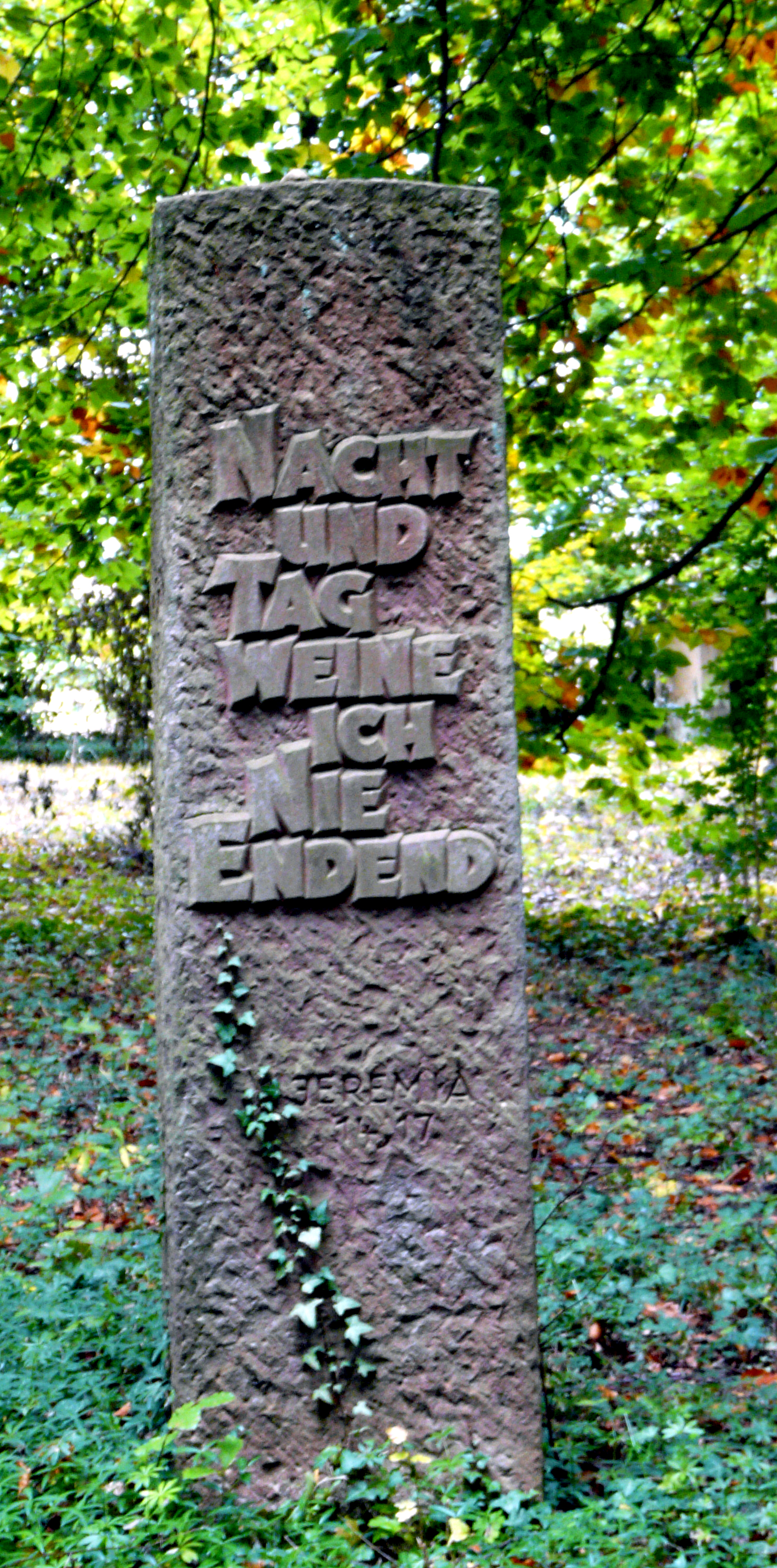
Jüdischer Friedhof Obergrombach
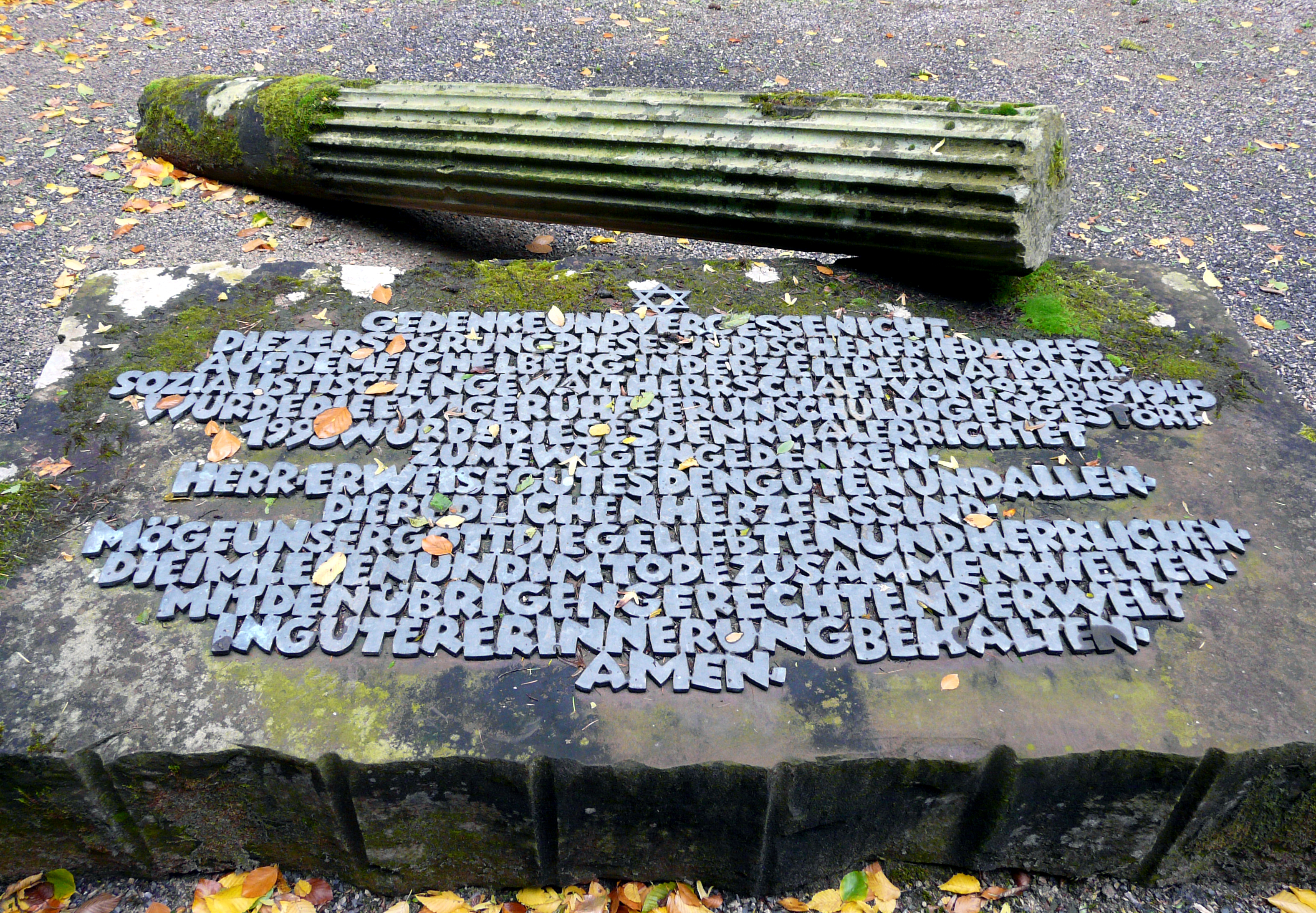
Jüdischer Friedhof Obergrombach
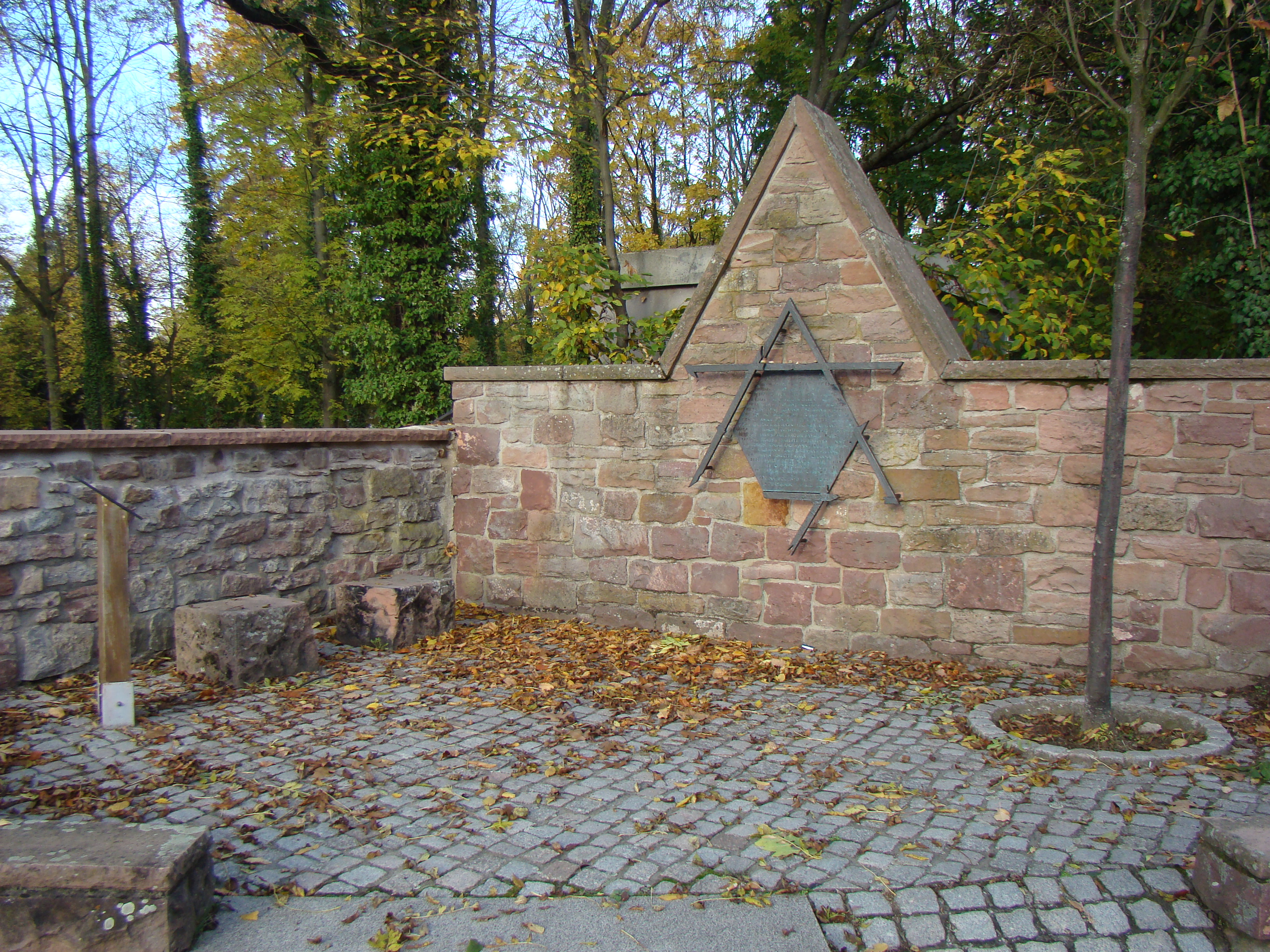
Jüdischer Friedhof Wiesloch

## Chronologische Liste der jüdischen Friedhöfe im Kraichgau
- Heinsheim (16. Jahrhundert, 1137 Grabsteine)
- Oberöwisheim (1629, 492 Grabsteine)
- Obergrombach (1632, ehemals über 2300 Grabsteine)
- Wiesloch (1661 genannt, 1252 Grabsteine)
- Flehingen (1688 genannt, 294 Grabsteine)
- Waibstadt (vor 1690, 2556 Grabsteine)
- Eichtersheim (1781, 143 Grabsteine)
- Eppingen (1819, 712 Bestattungen)
- Weingarten (1833, 35 Grabsteine)
- Berwangen (Mitte des 19. Jahrhunderts, 101 Grabsteine)
- Michelfeld (1868, 89 Grabsteine)
- Königsbach (1872, 134 Grabsteine)
- Bad Mingolsheim (1878, 154 Grabstätten)
- Bruchsal (1879, ca. 370 Grabsteine)
- Walldorf (1880, 97 Grabsteine)
- Bad Rappenau (1881, 49 Grabsteine)
- Schluchtern (1882, 62 Grabsteine)
- Bretten (1883, 146 Grabsteine)
- Ittlingen (1887, 58 Grabsteine)
- Jöhlingen (1888, 46 Grabsteine)
- Sinsheim (um 1890, 78 Grabsteine)
- Bad Wimpfen (1896, 21 Grabsteine)
- Meckesheim (1896, 22 Grabsteine)
- Grötzingen (1905/06, 13 Grabsteine)
- Neuenbürg (1945, 7 Grabsteine)